# Carmen Kass
Carmen Kass (Paide, 14 settembre 1978) è una supermodella estone.

## Biografia e carriera
Carmen Kass viene "scoperta" nel 1992, all'età di 14 anni, da un talent scout italiano di una agenzia di moda a Tallinn in Estonia. Nello stesso anno si rifiuta di sottoporsi ad un intervento di chirurgia estetica alle labbra come consigliatole, scelta che la premierà negli anni successivi proprio per la sua bellezza naturale e sofisticata.
Nel 1996, all'età di 18 anni, si trasferisce prima a Milano e poi a Parigi, dove comincia la sua carriera di modella.
Nel settembre del 1997 debutta a Milano sulla passerella di Versace e a Parigi da Chanel.
Diventa presto una delle top model più richieste dagli stilisti di tutto il mondo e dal 1997 appare tantissime volte sulle copertine di Vogue, Elle, Image, Madame Figaro, Numéro, Harper's Bazaar, Marie Claire e molte altre riviste.
Ottiene la popolarità internazionale nel 2000, principalmente grazie alla campagna pubblicitaria del profumo "J'Adore" di Christian Dior, per il quale viene girato anche uno spot televisivo molto noto in cui la Kass si immerge in una vasca piena di liquido dorato.
Nell'ottobre dello stesso anno vince il VH1/Vogue Model of the Year Award.
Tra i numerosi traguardi professionali della Kass si aggiunge la partecipazione al Calendario Pirelli 2001 realizzato da Mario Testino.
Tra il 1997 e il 2009 la Kass sfila ininterrottamente per tutte le più grandi case di moda al mondo, tra le quali: Marc Jacobs, Calvin Klein, Ralph Lauren, Christian Dior, Donna Karan, Dolce & Gabbana, Gucci, Alexander McQueen, Prada, Versace, Fendi, Chanel, Chloé, Salvatore Ferragamo, Jean Paul Gaultier, Hermès, Louis Vuitton, Valentino, Balenciaga, Oscar de la Renta, Roberto Cavalli, Givenchy, John Galliano, Karl Lagerfeld, Gianfranco Ferré, Alberta Ferretti, Emilio Pucci, Etro, Yves Saint Laurent, Moschino, Victoria's Secret e moltissime altre.
Dal suo esordio inoltre è stata testimonial di numerose campagne pubblicitarie, tra cui:
Gucci, Calvin Klein, Fendi, Prada, Chanel, Versace, Narciso Rodriguez, Kenzo, Yves Saint Laurent, Dsquared², Max Factor, Pomellato, Revlon e molte altre.
Nel 2002 il giornale USA Today la cita come seconda modella più pagata al mondo.
Nel 2003 è protagonista di una controversa campagna pubblicitaria di Gucci, le cui immagini creano l'indignazione di molti in tutto il mondo.
Le foto ritraggono la Kass con i peli del pube rasati in modo da formare una "G", iniziale del celebre marchio italiano.
Nel 2004 il sito newyorkmagazine.com riporta che la Kass incassa un cachet di 200.000$ per ogni sfilata in passerella.
Tra il 2006 e il 2009 viene costantemente scelta come testimonial dallo stilista statunitense Michael Kors.
Nel 2009 appare sulla copertina del numero di aprile di Vogue Russia insieme alla rock star Lenny Kravitz. Nello stesso anno viene fotografata da Mario Testino per la campagna pubblicitaria di "Very Hollywood": un nuovo profumo di Michael Kors.

## Campagne pubblicitarie
Åhlens, American Legend, Bedat & Co., Bruuns Bazaar, Byblos, Calvin Klein, Chanel, Chanel "Le Sac" collection, Chloé, Christian Dior, Christian Dior "J'Adore" fragrance, Donna Karan, Dsquared², Elle Sport, Emanuel Ungaro, Emilio Pucci, Et Vous, Fendi, Fendi eyewear, Gap, General Motors, Givenchy, Gucci, Gucci eyewear, Guy Laroche, ICB, Îpekyol, J.Mendel, Jones New York, Just Cavalli, Kenzo, Krizia, Liz Claiborne, Mango, Max Mara, Max Factor, Mercedes, Michaa, Michael Kors, Michael Kors eyewear, Michael Kors "Island Capri" fragrance, Micheal Kors Resort, Michael Kors "Very Hollywood" fragrance, MOGA, Narciso Rodriquez, Narciso Rodriguez "For Her" fragrance, Neiman Marcus, Ninesix, Nine West, Omega, Pedro del Hierro, Peek & Cloppenburg, Plein Sud, Pomellato, Prada, Ralph Lauren, Revlon, Saks Fifth Avenue, Salvatore Ferragamo, Sephora, Sun G', Swarovski, Target, Time, Tommy Hilfiger, Trend Les Copains, Valentino, Valentino Couture, Versace, Victoria's Secret, Yves Saint Laurent.
Nel 2007 è il volto del profumo For her di Narciso Rodriguez.

## Altre attività
La Kass ha recitato nel film thriller estone Täna öösel me ei maga (in italiano Non dormiremo stanotte) del 2004, distribuito internazionalmente con il titolo Set Point e nella commedia Zoolander (dove interpreta se stessa). Nel febbraio 2004 si è candidata per il parlamento europeo. La Kass ha ottenuto 2000 voti, ma non è stata eletta. Considerando la passione della modella per gli scacchi, nel 2004 è stata presidentessa della lega nazionale degli scacchi dell'Estonia; è diventata azionista dell'agenzia di moda Baltic Models per la quale lavora.

## Agenzie
- Women Management - New York